# Delaware and Ulster Railroad
 (novembre 2021).
Ne doit pas être confondu avec Ulster and Delaware Railroad.
La Delaware and Ulster Railroad (DURR) est un chemin de fer patrimonial basé à Arkville dans l'État de New York aux États-Unis.

## L'histoire

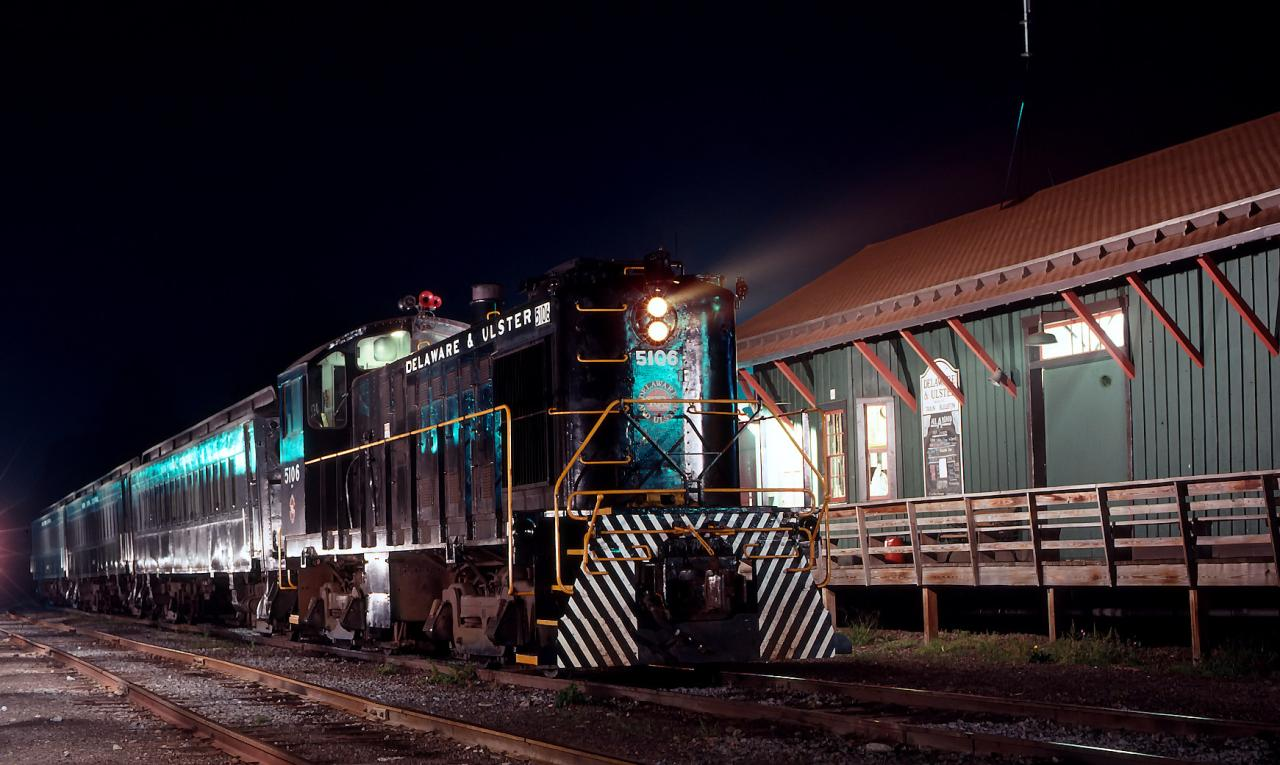
Le Delaware et l'Ulster train, circa 1989

Le 31 mars 1954, le dernier train de voyageurs régulier sur les anciennes voies de l'Ulster and Delaware Railroad (U&D) a été exploité entre Kingston et Oneonta par la New York Central Railroad. Les voies ont ensuite été réaménagées à Bloomville en 1965 pour faire place à la construction de l'Interstate 88 près d'Oneonta, et par manque de fret à l'ouest de Bloomville. La propriété des voies ferrées a été transférée à Penn Central en 1968 et à Conrail, soutenue par le gouvernement, le 1er avril 1976. Le dernier train de marchandises en direction ouest au-dessus des montagnes a été exploité par Conrail le 26 septembre 1976, et le voyage de retour pour rassembler tous les wagons de marchandises restants a eu lieu le 2 octobre 1976.
Le DURR est une filiale de la société sans but lucratif Catskill Revitalization Corporation, de Stamford, NY, qui possède l'ancien chemin de fer U&D entre Highmount, New York et Bloomville, New York d'une longueur de 45 milles. La ligne a été acquise auprès de la Penn Central en 1980, pour un coût de 770 000 $, à la suite du plaidoyer de Donald L. Pevsner, un avocat renommé en matière de transport. Le financement a été fourni par la fondation A. Lindsay and Olive B. O'Connor, de Hobart, NY, qui a actuellement 57 millions de dollars d'actifs provenant des actions d'IBM qui ont été vendues à M. O'Connor directement par Thomas Watson, père, fondateur d'IBM, dans les années 1920. La Fondation a transmis la ligne de 45 milles de long aux villes du comté du Delaware par lesquelles elle passait, et ces villes l'ont ensuite transmise à la Catskill Revitalization Corporation, un organisme sans but lucratif. Le nouveau chemin de fer touristique a été mis en service en 1983, entre Highmount et Arkville, NY, et a étendu ses activités au segment Arkville-Roxbury, NY.
La DURR est exploitée dans le comté de Delaware, à New York, sur les anciennes voies d' U&D depuis Highmount, où elle est reliée au Catskill Mountain Railroad, jusqu'à Hubbell Corners, New York. Les activités de la DURR sont actuellement limitées au secteur Arkville-Roxbury ; le secteur Highmount-Arkville a été remis en service le 3 octobre 2013 et le secteur Roxbury-Hubbell Corners demeure hors service.
Le tronçon Hubbell Corners-Bloomville a été abandonné; la plate-forme du chemin de fer a été convertie en pour devenir le Catskill Scenic Rail Trail.
Le DURR a subi un affaissement majeur à Kelly's Corner le 28 août 2011, à la suite de l'ouragan Irene. La portion est de la rivière Delaware a détruit environ un quart de mille de voie le long de la route 30 et a causé des effondrements mineurs et des effondrements à Halcottsville et à d'autres endroits le long de la ligne; le service a repris en mai 2012.

## Rip Van Winkle Flyer
La fierté du DURR est le Rip Van Winkle Flyer, un train de cinq voitures Budd rationalisé utilisé pour les affrètements. Le train se compose de:
- Voiture d'observation: ancienne NYC No. 61, construite en 1948
- Tavern Lounge: ancien Minneapolis & St. Louis No. 52, construit en 1948
- Voiture-restaurant: ancienne ACL no 5936, construite en 1950
- Vista Dome: ancien MP 891, construit en 1948
- Bagage & Générateur

Le train régulier est propulsé par l'ancien Delaware & Hudson 5017, une Alco RS-36, et se compose de deux wagons plats et de trois anciens wagons MP-54 de la Pennsylvania Railroad (441,444 et 447) portant les lettres NYC.
Les autres locomotives de la DURR sont composées de:
- Alco S-4's #1012 and #5106,
- GE 44 tonner #76,
- EMD NW2 #116

Le "Red Heifer", un modèle 250 Brill Gas-Electric doodlebug modèle 250, anciennement NYC M-405, est actuellement en cours d'étude pour la restauration. Cet équipement a été largement utilisé lors des débuts du chemin de fer en 1983.
Le chemin de fer possède également deux wagons plats.
La gare DURR de Roxbury appartient à la Ulster & Delaware Railroad Historical Society et s'appelle le Roxbury Depot Museum. À l'heure actuelle, la totalité du dépôt est couverte par une structure qui a été mise en place alors qu'il servait de magasin de bois d'œuvre et d'alimentation. Les bénévoles recherchent des fonds pour la restauration complète et cherchent à régler les questions en suspens avec la succession de l'ancien propriétaire avant que les travaux puissent commencer.

## Gestion
Le DURR appartient à la Catskill Revitalization Corporation.
- G.V. Stevens, Chef de la mécanique et chef des opérations
- Ted Latta, Supervision de la voies ferrées
- Ken Dodge, Jr., Maintenance des signaux[2]